# Mormant-sur-Vernisson
Mormant-sur-Vernisson és un municipi francès, situat al departament del Loiret i a la regió de Centre – Vall del Loira. L'any 2007 tenia 125 habitants.

## Demografia

### Població
El 2007 la població de fet de Mormant-sur-Vernisson era de 125 persones. Hi havia 44 famílies, de les quals 12 eren unipersonals (8 homes vivint sols i 4 dones vivint soles), 16 parelles sense fills, 12 parelles amb fills i 4 famílies monoparentals amb fills.
La població ha evolucionat segons el següent gràfic:
Habitants censats

### Habitatges
El 2007 hi havia 59 habitatges, 46 eren l'habitatge principal de la família, 3 eren segones residències i 10 estaven desocupats. Tots els 59 habitatges eren cases. Dels 46 habitatges principals, 31 estaven ocupats pels seus propietaris, 12 estaven llogats i ocupats pels llogaters i 3 estaven cedits a títol gratuït; 3 tenien dues cambres, 5 en tenien tres, 4 en tenien quatre i 34 en tenien cinc o més. 39 habitatges disposaven pel capbaix d'una plaça de pàrquing. A 14 habitatges hi havia un automòbil i a 29 n'hi havia dos o més.

### Piràmide de població
La piràmide de població per edats i sexe el 2009 era:
| Homes | Edats   | Dones |
| ----- | ------- | ----- |
| 0     | 95 o +  | 0     |
| 0     | 90 a 94 | 0     |
| 4     | 85 a 89 | 0     |
| 0     | 80 a 84 | 4     |
| 4     | 75 a 79 | 0     |
| 0     | 70 a 74 | 4     |
| 8     | 65 a 69 | 0     |
| 4     | 60 a 64 | 0     |
| 0     | 55 a 59 | 4     |
| 0     | 50 a 54 | 4     |
| 4     | 45 a 49 | 4     |
| 4     | 40 a 44 | 0     |
| 0     | 35 a 39 | 0     |
| 12    | 30 a 34 | 12    |
| 0     | 25 a 29 | 4     |
| 0     | 20 a 24 | 4     |
| 12    | 15 a 19 | 0     |
| 0     | 10 a 14 | 0     |
| 0     | 5 a 9   | 0     |
| 4     | 0 a 4   | 4     |

## Economia
El 2007 la població en edat de treballar era de 76 persones, 53 eren actives i 23 eren inactives. De les 53 persones actives 49 estaven ocupades (29 homes i 20 dones) i 4 estaven aturades (4 dones i 4 dones). De les 23 persones inactives 8 estaven jubilades, 11 estaven estudiant i 4 estaven classificades com a «altres inactius».
Activitats econòmiques
Dels 18 establiments que hi havia el 2007, 1 era d'una empresa de fabricació d'altres productes industrials, 2 d'empreses de construcció, 6 d'empreses de comerç i reparació d'automòbils, 1 d'una empresa de transport, 2 d'empreses d'hostatgeria i restauració, 5 d'empreses de serveis i 1 d'una empresa classificada com a «altres activitats de serveis».
Dels 7 establiments de servei als particulars que hi havia el 2009, 1 era un taller de reparació d'automòbils i de material agrícola, 1 fusteria, 1 electricista, 1 empresa de construcció, 2 restaurants i 1 agència immobiliària.
L'únic establiment comercial que hi havia el 2009 era una botiga d'equipament de la llar.
L'any 2000 a Mormant-sur-Vernisson hi havia 4 explotacions agrícoles.

## Poblacions més properes
El següent diagrama mostra les poblacions més properes.